# Skarpnäcksgrottan

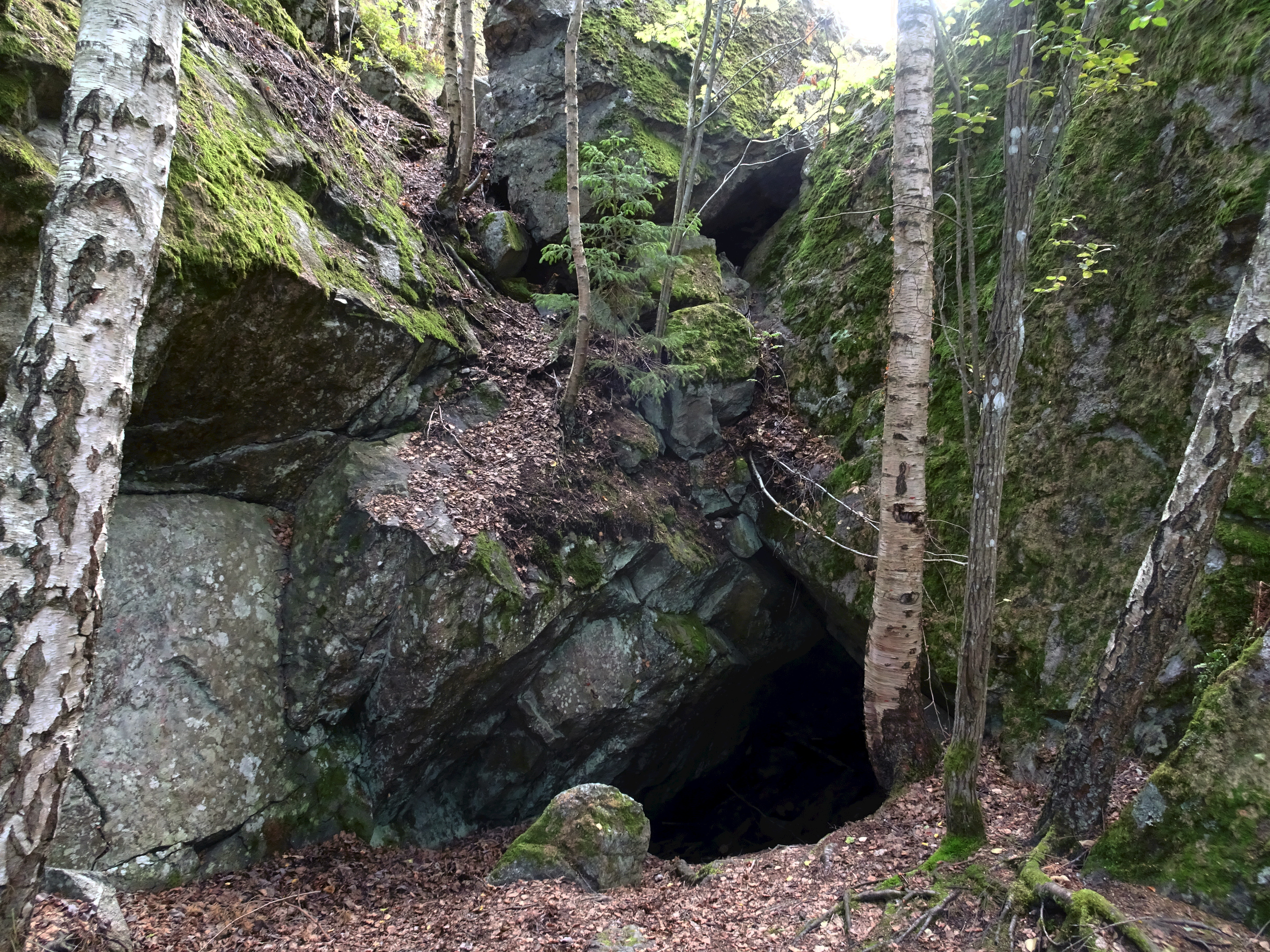
Skarpnäcksgrottans ingång.

Skarpnäcksgrottan är en grotta norr om sjön Flaten i stadsdelen Flaten i södra Stockholm. Skarpnäcksgrottan ligger i Flatens naturreservat. Grottan är ett fornminne med RAÄ-nummer Stockholm 278.

## Beskrivning
Skarpnäcksgrottan är ungefär 23 meter lång, 3-4 meter bred och 3-8 meter hög. Ingången är från promenadvägen som sträcker sig mellan Flatenvägen och Flatens barnbad. Längs vägens östra sida finns en mycket brant klippa med en fornborg på toppen och några av Stockholms hårdaste klätterleder. I berget ligger ett numera plomberat militärförråd från andra världskriget.
Skarpnäcksgrottan är en så kallad blockgrotta som bildades när ett större stycke av bergöverhänget lossnade, rasade ner och ställde sig något snett varvid ett oregelbundet hålrum uppstod. Grottan består av ett större rum och två mindre avstickare som är blockerade efter några meter. I taket och vid grottans slut finns några ljusöppningar. 
Grottan besöktes 1903 av bland andra Carl Larsson, Bjørnstjerne Bjørnson och Vicke Andrén. Enligt traditionen skall Lasse-Maja ha tillfälligt bott i grottan 1813. Även Karl XIV Johan och Karl XV besökte grottan när de var gäster på närbelägna Skarpnäcks gård. Vid den tiden gick landsvägen till Tyresö förbi här.
Skarpnäcks grotta  är förtecknat som naturminne nr 185 i botaniker Rutger Sernanders Stockholmstraktens natur- och kulturminnen från 1935 och betecknas där även som Kala bergsgrottan. Numera räknas grottan dock inte längre till Stockholms naturminnen.

## Bilder

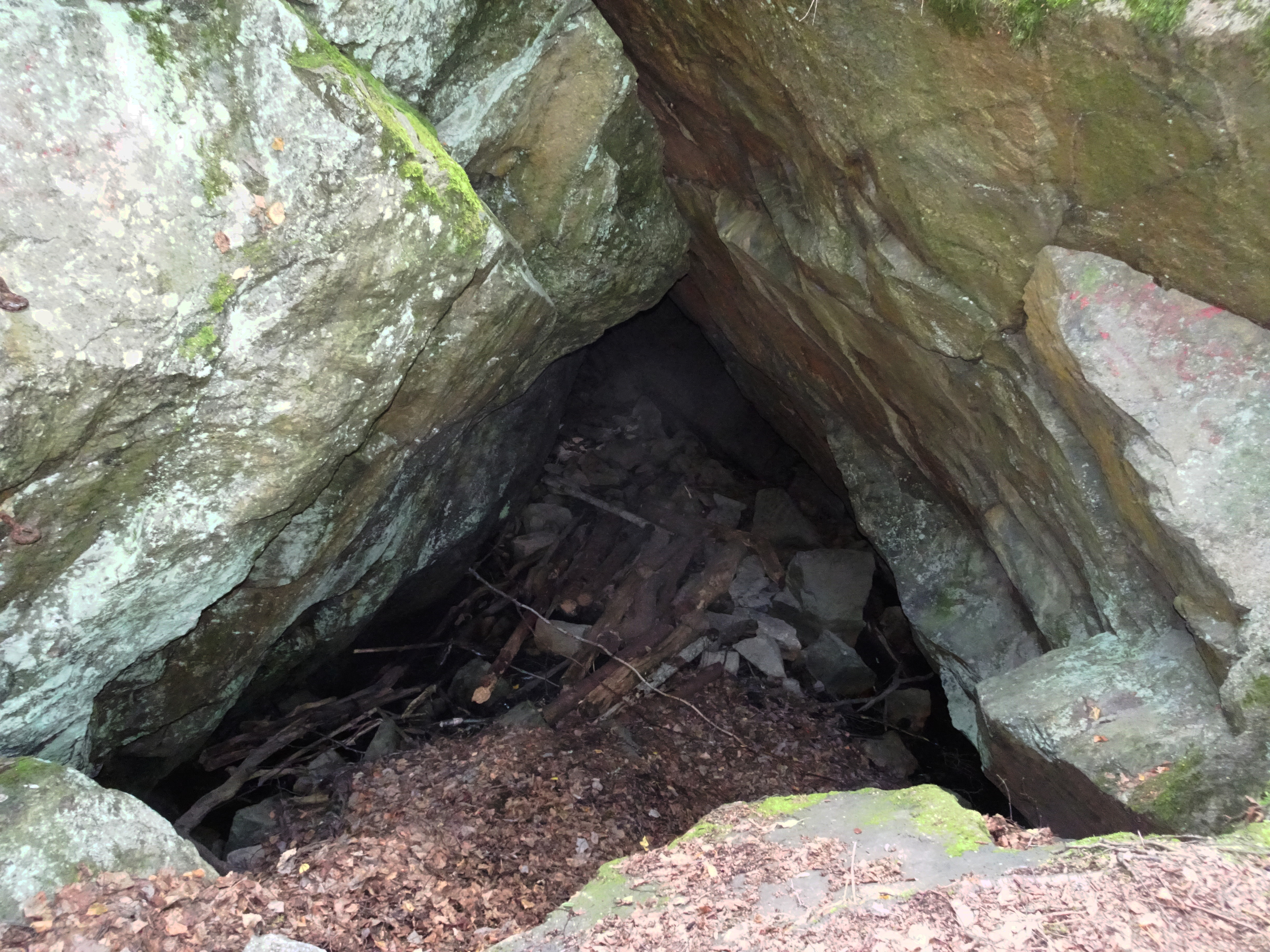
Ingången.
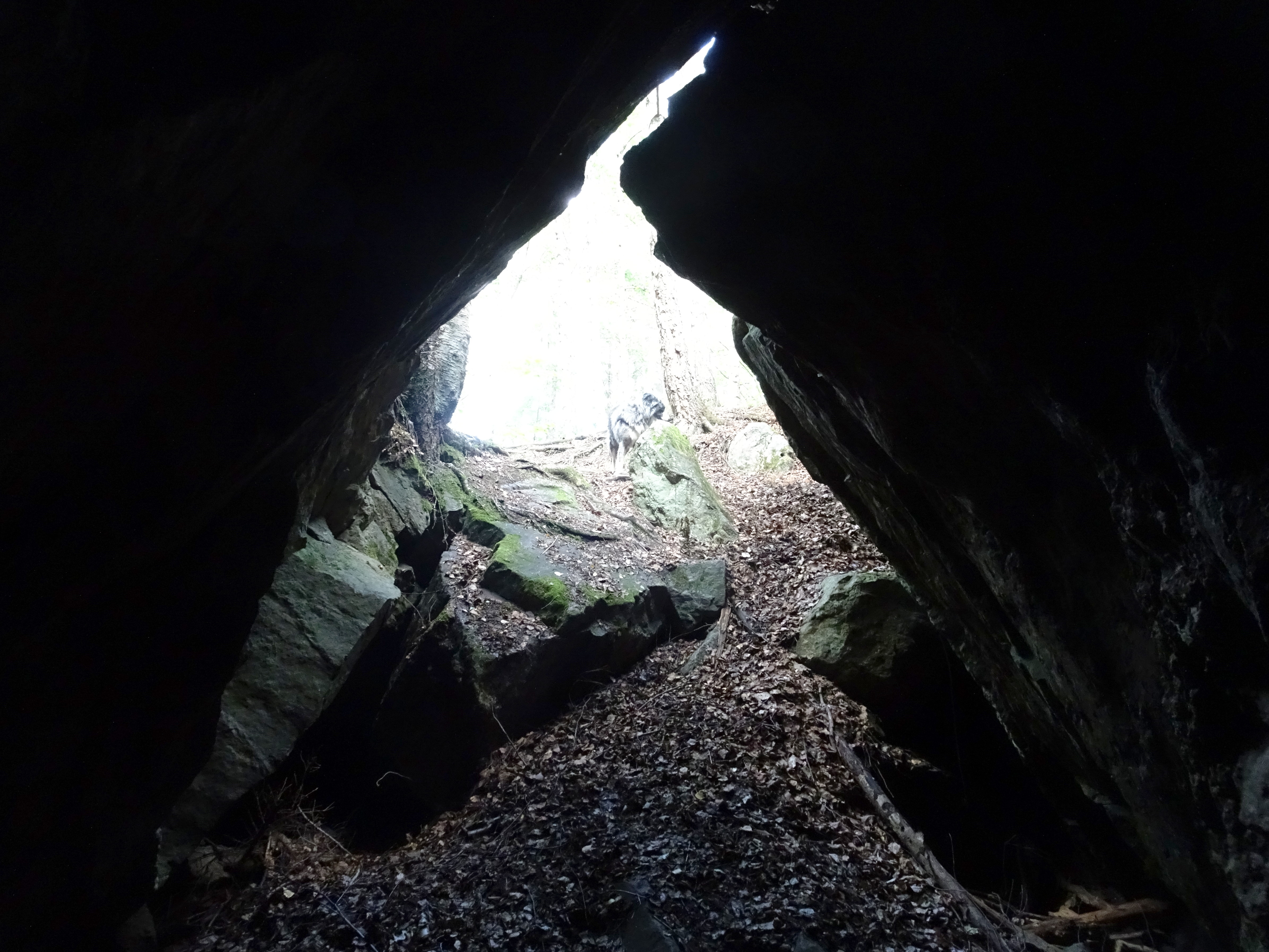
Ingångsöppningen sedd inifrån.
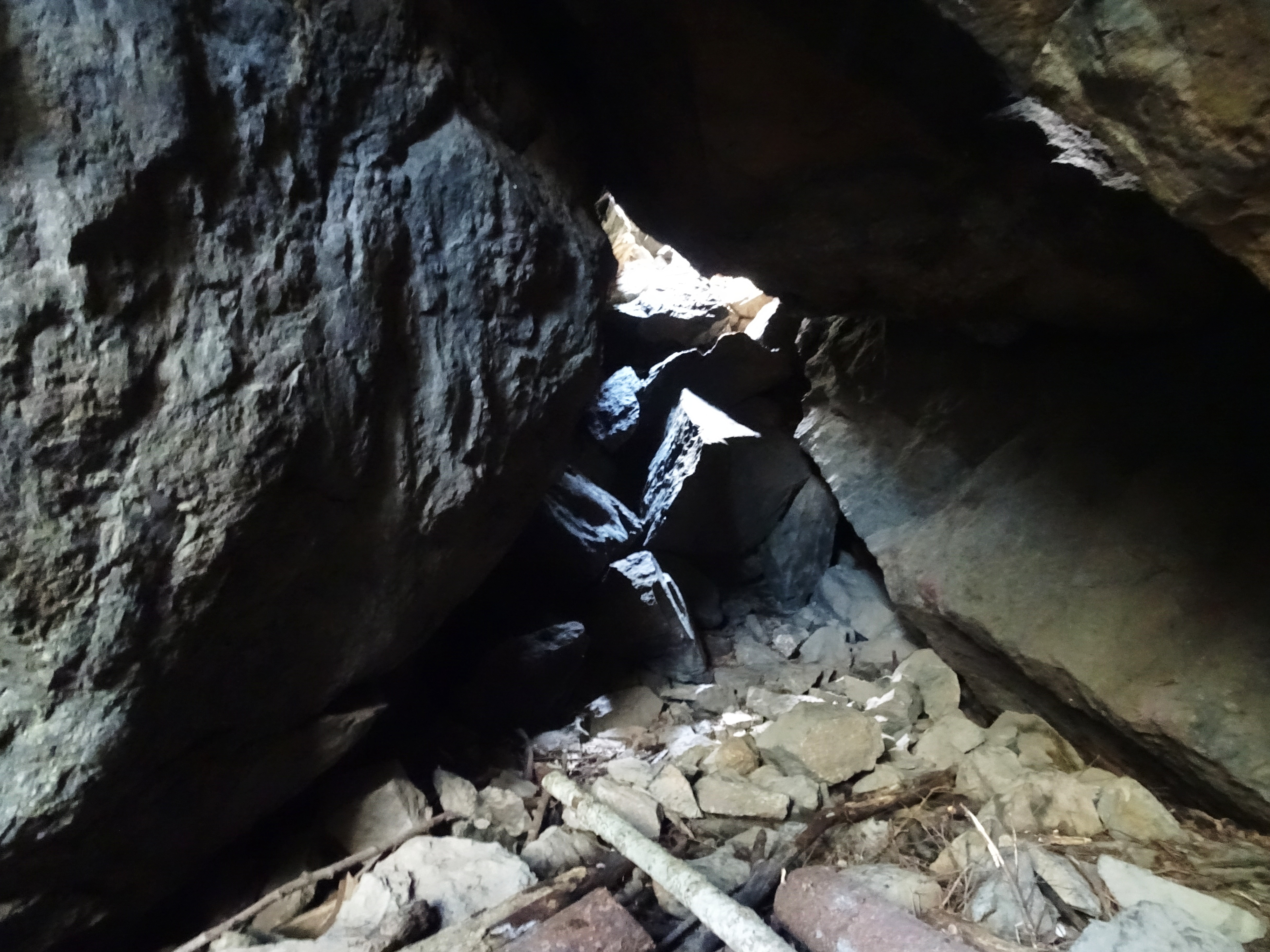
Ljus i slutet av grottan.
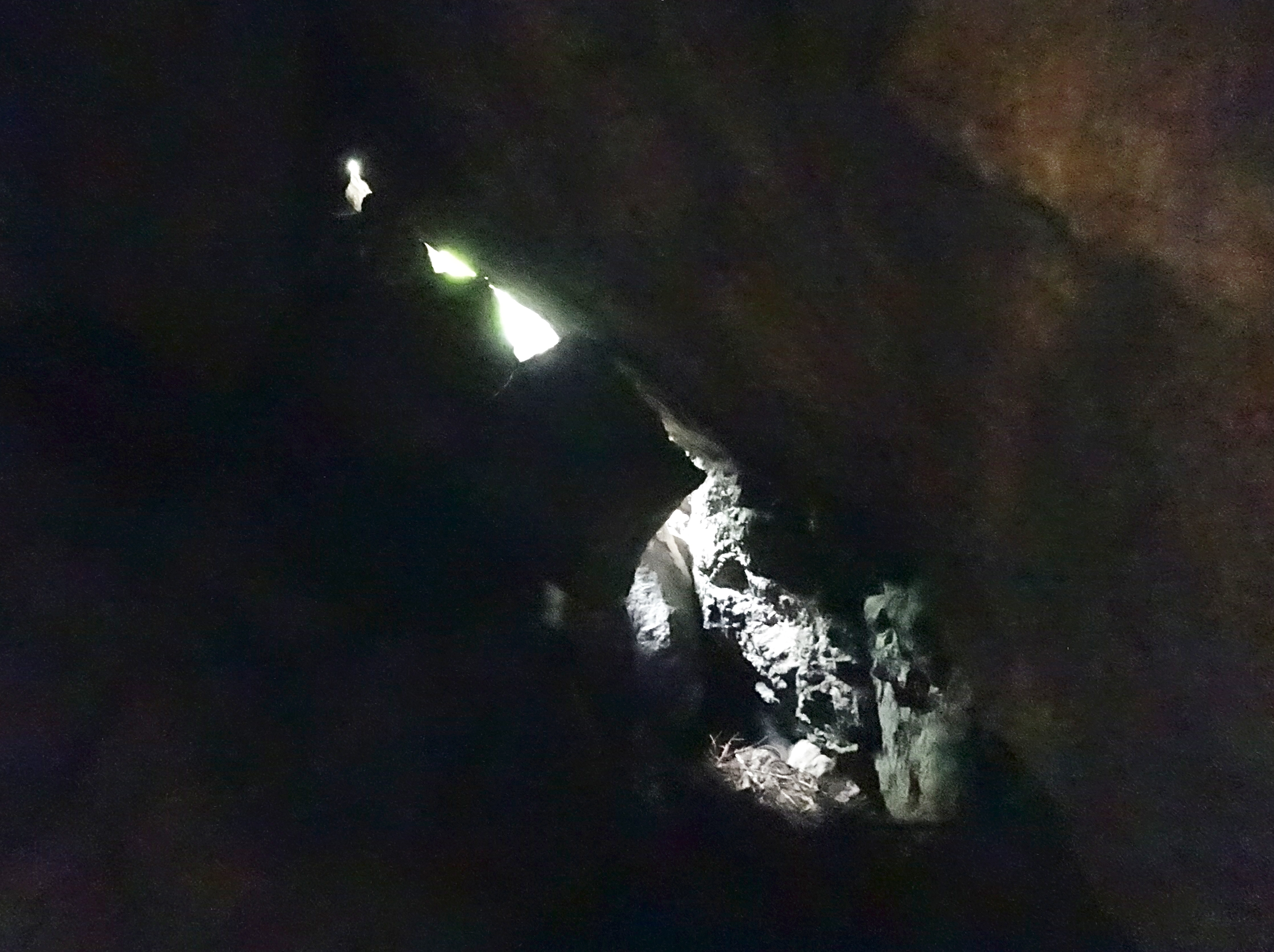
Ljus från grottaket.
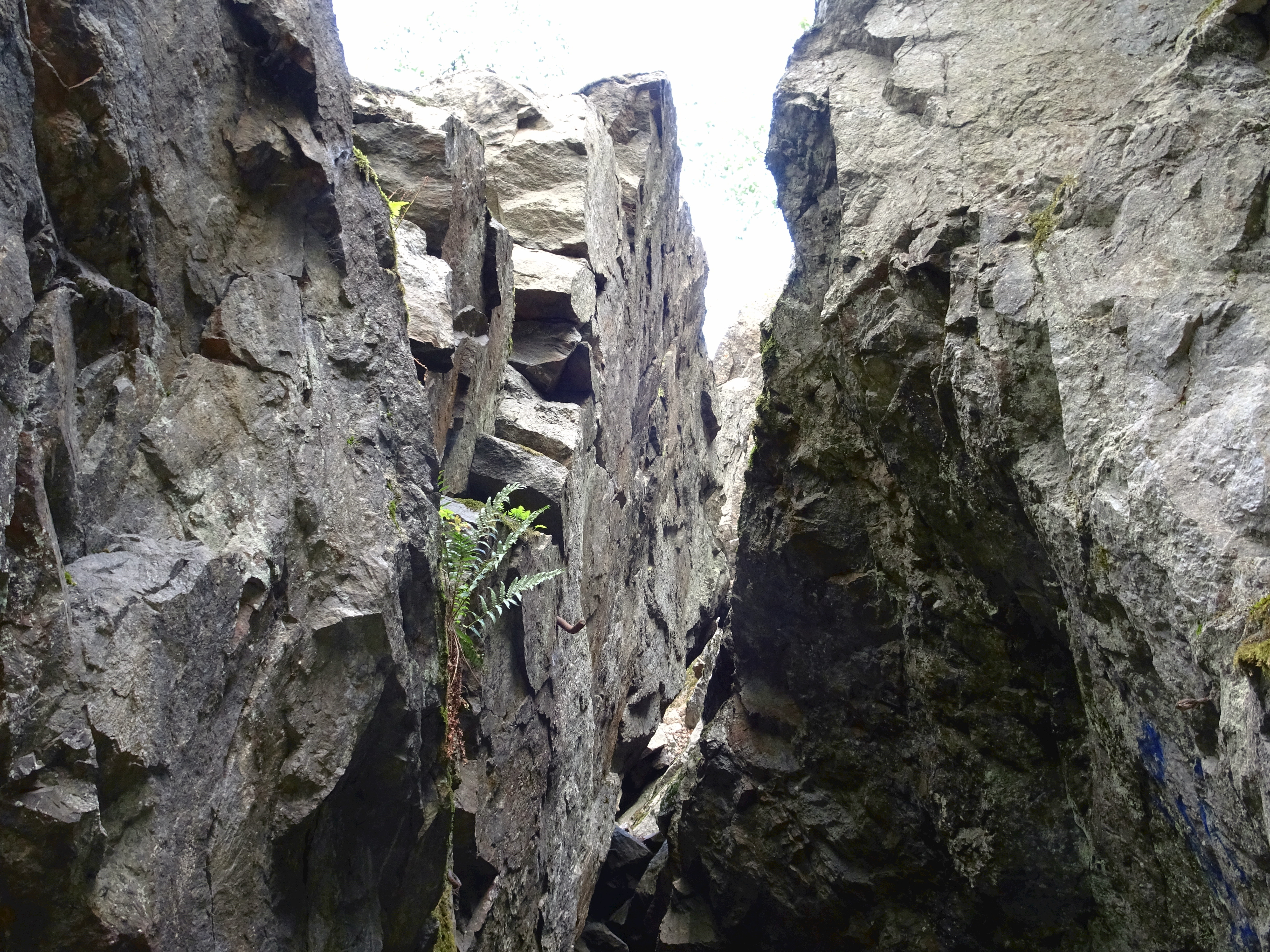
Klyftan ovanför grottan.